# Обухова Варвара Олександрівна
Варвара Олександрівна Обухова (нар. 12 серпня 1901 — пом. 16 лютого 1988) — російська радянська акторка театру і кіно. Артистка Малого театру (1922—1985, з перервою). Народна артистка РРФСР (1972). Двоюрідна сестра співачки Надії Обухової та композитора Миколи Обухова.

## Біографія
Народилася 12 серпня 1901 року в Москві в родині Олександра Трохимовича та Віри Миколаївни Обухових. У родині любили класичну музику, батько володів гарним тенором, співав і грав на гітарі. Мати цікавилася музикою, поезією й мистецтвом, була причетна до московського вищого товариства і була знайома з багатьма діячами культури. У будинку часто влаштовувалися музичні вечори за участю Бориса Шереметєва, Сергія Обухова, Надії Обухової та інших.
Навчалася в Алферовській гімназії, де багато грала в гімназичному театрі під керівництвом Олександра Алфьорова. У 1924 році (за іншими джерелами в 1925 році) закінчила Вищі театральні майстерні при Малому театрі по класу Сергія Айдарова.
Артистка Малого театру з 4 серпня 1922 року по 31 січня 1985 року (з перервою).
Читала лекції з історії літератури і мистецтва в Театральному училищі імені М. С. Щепкіна.
Вела велику громадську роботу. У роки німецько-радянської війни (1941—1945) була у складі фронтових бригад. Керувала Народним театром заводу «Серп і молот», часто виїжджала з шефськими концертами і виступала з розповідями про історію Малого театру і його акторів.
Померла 16 лютого 1988 року. Похована на Ваганьковському кладовищі в Москві (ділянка № 35).

### Родина
Варвара Олександрівна Обухова — нащадок старовинного польського шляхетського роду Баратинських і російського князівського роду Горчакових. Серед її нащадків по батьківській лінії — контр-адмірал Російського флоту Ілля Баратинський (1776—1837), по материнській лінії — генерал-майор російської імператорської армії, князь Михайло. Горчаков (1768—1831).
- Батько — Олександр Трохимович Обухов (1861—1929), статський радник, земський начальник 2-ї ділянки Московського повіту[9].
- Мати — Віра Миколаївна Обухова (уродж. Хвощинська) (1870—1956), літературний перекладач з англійської, в своєму колі вважалася видатною художницею. Доводилася внучатою племінницею ясновельможному князю Олександру Горчакову, записала його спогади про Олександра Пушкіна з часів Царськосільського ліцею. Бабуся Варвари Обухової, сестра ясновельможного князя Софія Михайлівна Горчакова, мала славу в молодості московської красуні. На думку деяких пушкіністів, Софії Михайлівні були присвячені ліцейські вірші Пушкіна «Красуні, яка нюхала тютюн»[8].
- Брат — Юрій Олександрович Обухов (1900—1956).
- Дідусь — Трохим Іванович Обухов (1818—після 1877), колезький асесор, почесний наглядач Юрьєвських училищ, член ради Прочан будинку Шереметєва в Москві.
- Бабуся Єлизавета Іллівна Обухова (уродж. Баратинська) (1825—1912).
- Дядько — Сергій Трохимович Обухов (1855—1928), оперний співак, соліст Большого театру, керуючий Московською конторою Імператорських театрів.
- Двоюрідна сестра (по батьківській лінії) — Надія Андріївна Обухова (1886—1961), оперна співачка.
- Двоюрідний брат (по батьківській лінії) — Микола Борисович Обухов (1892—1964), композитор, теоретик музики і винахідник музичних інструментів.

## Ролі в театрі
- «Сон літньої ніч» Вільяма Шекспіра — Олена,
- «Растеряєва вулиця» за Глібом Успенським — Липочка, Піскарьова,
- «Варвари» Максима Горького — Лідія,
- «Вороги» М. Горького — Тетяна,
- «Плоди освіти» Лева Толстого — Таня,
- «Вихованка» Олександра Островського — Василина Перегринівна,
- «Любов Ярова» Костянтина Треньова — матінка,
- «Васса Желєзнова» М. Горького — Ганна Оношенкова,
- «Горі від розуму» Олександра Грибоєдова — Графиня-онука, Графиня-бабуся і княгиня Тугоуховська,
- «Пігмаліон» Бернарда Шоу — місіс Ейнсфорд-Гілл,
- «Крила» Олександра Корнійчука — Марія Миколаївна,
- «Одруження Бальзамінова» Олександра Островського — Мотрона,
- «Ярмарок марнославства» Вільяма Текерея — Брігс,
- «Влада темряви» Лева Толстого — Сваха,
- «Мамуре» Жоржа Сармана — Вікторина,
- «Весілля Кречинського» Олександра Сухово-Кобиліна — Лідочко,
- «Одруження Белугина» Олександра Островського — Таня,
- «Ліс» О. Островського — Аксюша,
- «Кам'яний гість» О. Пушкіна — Донна Анна,
- «Без вини винуваті» О. Островського — Коринкіна
- «Порт-Артур» І. Попова та О. Степанова — Юм-Юм
- «Село Степанчиково і його мешканці» Федора Достоєвського — Генеральша Крахоткіна
- «Любов Ярова» Костянтина Треньова — Горностаєва
- «Доктор філософії» Бранислава Нушича — пані Спасоевич,
- «Кам'яний господар» Лесі Українки — Дуенья Анни,
- «Птахи нашої молодості» Іона Друце — Старенька,
- «Бесіди при ясному місяці» Василя Шукшина — Стара Кандаурова та Отавиха,
- «Правда — добре, а щастя краще» О. Островського — Пелагея Григорівна Зибкіна.

## Фільмографія
- 1953 — «Васса Желєзнова» (фільм-спектакль) — Ганна Василівна Оношенкова
- 1956 — «Виграшний квиток» (короткометражний)
- 1958 — «Ходіння за три моря» — мати Афанасія
- 1961 — «На початку століття» — Єлизавета Василівна
- 1962 — Вашингтонська історія (ТБ) — міс Піпл, начальник бюро особового складу
- 1963 — «Павлік Морозов» (фільм-спектакль) — вчителька
- 1970 — «Свої люди — поквитаємось» (фільм-спектакль) — Фоминишна, ключниця
- 1972 — «Правда — добре, а щастя краще» (фільм-спектакль) — Пелагея Григорівна Зибкіна
- 1973 — «Обрив» (фільм-спектакль) — Надія Василівна
- 1974—1977 — «Ходіння по муках» — стара поетеса
- 1976 — «Принижені й ображені» (фільм-спектакль) — гувернантка
- 1976 — «Ярмарок марнославства» (фільм-спектакль) — Брігс
- 1978 — «Баламут» — бабця Мотря
- 1978 — «І знову Аніскін» — Ганна Валер'янівна Кольцова
- 1979 — «Мамуре» (фільм-спектакль) — Вікторина, своячка, 89 років
- 1981 — «Бесіди при ясному місяці» (фільм-спектакль) — бабця Варвара

## Твори
- В. Обухова. Из фронтового дневника // Талант и мужество: воспоминания, дневники, очерки. — М : Искусство, 1967. — Т. 1. — С. 55—67.
- В. Обухова. Волшебное имя // Надежда Андреевна Обухова. — М, 1970. — С. 172—175.

## Нагороди та звання
- орден Трудового Червоного Прапора (26.10.1949)
- Заслужена артистка РРФСР (5 листопада 1947)[10].
- Народна артистка РРФСР (7 квітня 1972 року)[11].